# Amayuca
Amayuca är en ort i Mexiko.   Den ligger i kommunen Jantetelco och delstaten Morelos, i den sydöstra delen av landet, 90 km söder om huvudstaden Mexico City. Amayuca ligger 1 440 meter över havet och antalet invånare är 4 984.
Terrängen runt Amayuca är kuperad åt sydost, men åt nordväst är den platt. Runt Amayuca är det ganska tätbefolkat, med 134 invånare per kvadratkilometer. Närmaste större samhälle är Cuautla Morelos, 17,4 km nordväst om Amayuca. Omgivningarna runt Amayuca är en mosaik av jordbruksmark och naturlig växtlighet.